# Коновалов, Игорь Васильевич
Игорь Васильевич Коновалов (21 февраля 1972, Таганрог) — российский предприниматель, основатель компании «Инпром», совледелец компании ОАО «ЕВРАЗ Металл Инпром», генеральный директор компании «ИНПРОМ ЭСТЕЙТ».

## Биография
Родился 21 февраля 1972 года в Таганроге. Окончил в 1989 году таганрогскую среднюю школу № 28 с серебряной медалью. В 1994 году окончил Таганрогский государственный радиотехнический университет по специальности «Автоматизированные системы управления».
В 1996 году основал металлосервисную компанию «Инпром», начинавшую с трейдинга украинского проката и труб. На 2010 год компания объединяла 27 металлоцентров в европейской части и на юге России, занимая 3,9 % рынка.
В 2010 году активы «ИНПРОМа» были консолидированы со сбытовыми структурами компании «Евраз», и Игорь Коновалов был избран председателем совета директоров ОАО «ЕВРАЗ Металл Инпром».
В 2006 году Игорь Коновалов основал ОАО «ИНПРОМ ЭСТЕЙТ», в 2011-м был избран председателем совета директоров этой компании. С февраля 2013 года — генеральный директор, член совета директоров ОАО «ИНПРОМ ЭСТЕЙТ».
В 2011 году запустил интернет-проект Vezetvsem.info, сайт, на котором можно найти перевозчика на любой груз, от мебели, вещей, домашних животных и скота до многотонных и разнопрофильных промышленных грузов, переезд в другой город или офис, доставку любого груза, даже самый негабаритный.
Женат, имеет троих сыновей. Увлечения — спорт, горные лыжи, путешествия, живопись.